# هیرکا (مرزیفون)
هیرکا (به ترکی استانبولی: Hırka) یک منطقهٔ مسکونی در ترکیه است که در مرزیفون واقع شده‌است.